# Benjamin S. Griffin

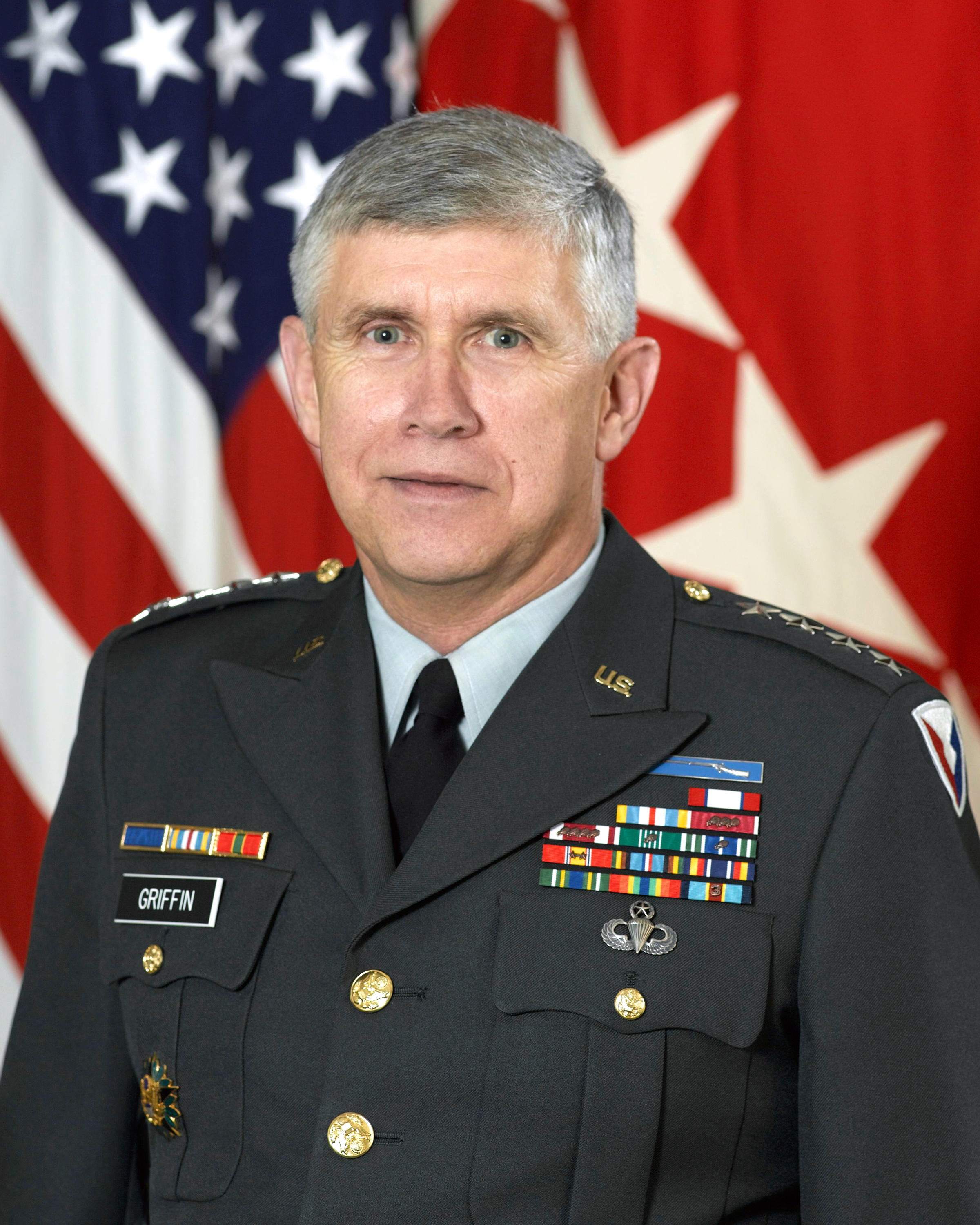
Benjamin Griffin

Benjamin Saunders Griffin (* 11. August 1946 in Emporia, Greensville County, Virginia) ist ein pensionierter General der United States Army.
Benjamin Griffin besuchte die öffentlichen Schulen seiner Heimat einschließlich der Greensville County High School. Danach absolvierte er das Louisburg College in North Carolina. Daran schloss sich ein Studium an der Old Dominion University in Norfolk in Virginia an, wo er bis 1969 das Fach Wirtschaftsmanagement studierte. Über die Officer Candidate School in Fort Benning in Georgia gelangte er 1970 in das Offizierskorps des US-Heeres, wo er als Leutnant der Infanterie zugeteilt wurde. In der Armee durchlief er anschließend alle Offiziersränge vom bis zum Viersterne-General. 
Im Lauf seiner militärischen Karriere absolvierte er verschiedene Kurse und Schulungen. Dazu gehörten unter anderem der Infantry Officer Advanced Course, das Command and General Staff College und das Industrial College of the Armed Forces, das heute unter dem Namen Dwight D. Eisenhower School for National Security and Resource Strategy bekannt ist und die National Defense University. Im Jahr 1981 erhielt er zudem einen akademischen Grad der Mercer University. 
In den ersten Jahren seiner Militärzeit versah er die seinem damals niedrigen Offiziersdienstgrad entsprechenden Aufgaben wie Zugführer oder Stabsoffizier. Dabei war er an verschiedenen Standorten in den Vereinigten Staaten bei verschiedenen Einheiten stationiert. Zwischenzeitlich wurde er nach Südkorea versetzt, wo er die Stelle eines Kompaniechefs und dann eines Stabsoffiziers bei der 2. Infanteriedivision bekleidete. Weitere Auslandseinsätze führten in zwei Mal nach Deutschland, wo er zur 8. Infanteriedivision gehörte. Dort war er unter anderem Stabsoffizier und danach Bataillonskommandeur. 
Im weiteren Verlauf seiner Karriere wurde er als Stabsoffizier beim Chief of Staff of the Army in Washington, D.C. eingesetzt. Dann übernahm er das Kommando über die 2. Brigade der 6. Infanteriedivision. Im Jahr 1991 wurde er zum United States Army Forces Command in Fort McPherson in Georgia versetzt, wo er als Stabsoffizier Verwendung fand. Danach begann seine Zeit, in der er Kommandos über größere Verbände innehatte. Er wurde Kommandeur der in Fort Bliss in Texas ansässigen Joint Task Force 6. Es folgte eine Versetzung nach Fort Hood, ebenfalls in Texas, wo er das Kommando über den Nachschub der 1. Kavalleriedivision übernahm. 
Zwischen 1997 und 1999 war Benjamin Griffin Stabsoffizier in der Abteilung für Operationen (G3) im Hauptquartier in Washington D.C. Zwischen dem 29. Juni 1999 und dem 24. Oktober 2001 war er Kommandeur der 4. Infanteriedivision, die damals in Fort Hood stationiert war. Dabei löste er William S. Wallace ab. Nachdem Griffin sein Kommando über die 4. Infanteriedivision an Raymond T. Odierno abgegeben hatte, wurde er Leiter der G8 Abteilung (Finanzverwaltung) beim Department of the Army in Washington. Sein letztes Kommando trat er am 5. November 2004 als Kommandeur des United States Army Materiel Commands an. Dabei trat er die Nachfolge von Paul J. Kern. Nachdem er dieses Kommando am 13. November 2008 an Ann E. Dunwoody abgegeben hatte, trat er in den Ruhestand. 
Zwischen 2009 und 2015 war Benjamin Griffin Vorstandsvorsitzender der Military Child Education Coalition (MCEC). Er war bzw. ist zudem für das Institute for Defense and Business und das Institute for Strategic and Innovative Technologies tätig. 

## Orden und Auszeichnungen
Benjamin Griffin erhielt im Lauf seiner militärischen Laufbahn unter anderem folgende Auszeichnungen:
- Army Distinguished Service Medal
- Defense Superior Service Medal
- Legion of Merit
- Meritorious Service Medal
- Army Commendation Medal
- Army Achievement Medal
- Joint Meritorious Unit Award
- National Defense Service Medal
- Armed Force Expeditionary Medal
- Global War on Terrorism Service Medal
- Korea Defense Service Medal
- Army Service Medal
- Army Overseas Service Medal
- Presidential Unit Citation
- Army Superior Unit Award
- Expert Infantryman Badge
- Master Parachutist Badge
- Army Staff Identification Badge